# خلافت رسولی
خلافت رسولی شیوه‌ای است که از طریق آن کهانت مسیحی که ازخود مسیح نشات گرفته شده و به حواریون منتقل شده از شخصی به شخصی دیگر منتقل می‌شود. این مسئله معمولاً در ارتباط با این تعلیم است که خلافت از طریق رشته‌ای از اسقف‌ها انجام می‌گیرد. این خلافت فقط از طریق اسقفهایی می‌تواند منتقل شود که خود آنها از ۳ اسقف دیگرکه از کلیسای رسولی و جامع باشند دستگذاری شده باشند. هر اسقف و کشیش حقیقی دارای نسبنامه دستگذاری شدنش هست که می‌تواند دستگذاری شدنش را ثابت کند و طبق آن نسبنامه تا رسولان و مسیح به عقب برگردد و خلافت رسولی خودش را ثابت کند. طبق این اصل کاهنان و اسقفهای کلیساهای کاتولیک ٬ارتدکس٫ارامنه ٫آشوری ٫ سریانی دارای این خلافت رسولی هستند و کلیساهای پروتستان دارای کهانت نبوده و دارای شبانان و واعظین هستند.